# Rubber Ducky
O Rubber Ducky é um pequeno dispositivo USB semelhante a um Pen Drive utilizado para Teste de Intrusão.

## Funcionamento
O aparelho quando é conectado a um dispositivo eletrônico emula o funcionamento de um teclado e executa uma sequência de ações no dispositivo, afim de executar um programa ou fazer várias outras tarefas de forma automática.
O mesmo utiliza de uma linguagem de script própria para efetuar as ações simulando que o usuário está pressionando teclas de um teclado USB. 
Este pode ser utilizado tanto em computadores quanto em dispositivos móveis que tenham suporte para um teclado físico, e funciona em qualquer Sistema Operacional que tenha suporte a um teclado USB.

## DuckyScript
DuckyScript é a linguagem de script utilizada pelo Rubber Ducky para simular a ação do usuário com o teclado.
```
REM Isto é um comentário

WINDOWS r
DELAY 100
STRING msg * Oi mundo
ENTER

```

O código acima exibe uma caixa de mensagem com o texto "Oi mundo" logo após conectar o Rubber Ducky ao computador.
Detalhe que este código só funcionaria em um computador rodando o Sistema Operacional Windows.